# Maldare, Virajpet
Maldare là một làng thuộc tehsil Virajpet, huyện Kodagu, bang Karnataka, Ấn Độ.